# 似鯖水狼牙魚
似鯖水狼牙魚又可稱似鯖水狼脂鯉、大胸水狼脂鯉、大吸血鬼魚，為輻鰭魚綱脂鯉目脂鯉亞目狼牙脂鯉科的其中一個種，分布於南美洲亞馬遜河流域，體長可達117公分，棲息在河川底中層水域，以其他魚類為食，生活習性不明，可做為食用魚、遊釣魚及觀賞魚，在水族市場上稱為大暴牙。